# Dominów
Dominów ist ein Dorf und Schulzenamt der Gmina Głusk im Powiat Lubelski der Woiwodschaft Lublin. Seit 1. Januar 2015 ist es Sitz der Landgemeinde Głusk.

## Geschichte

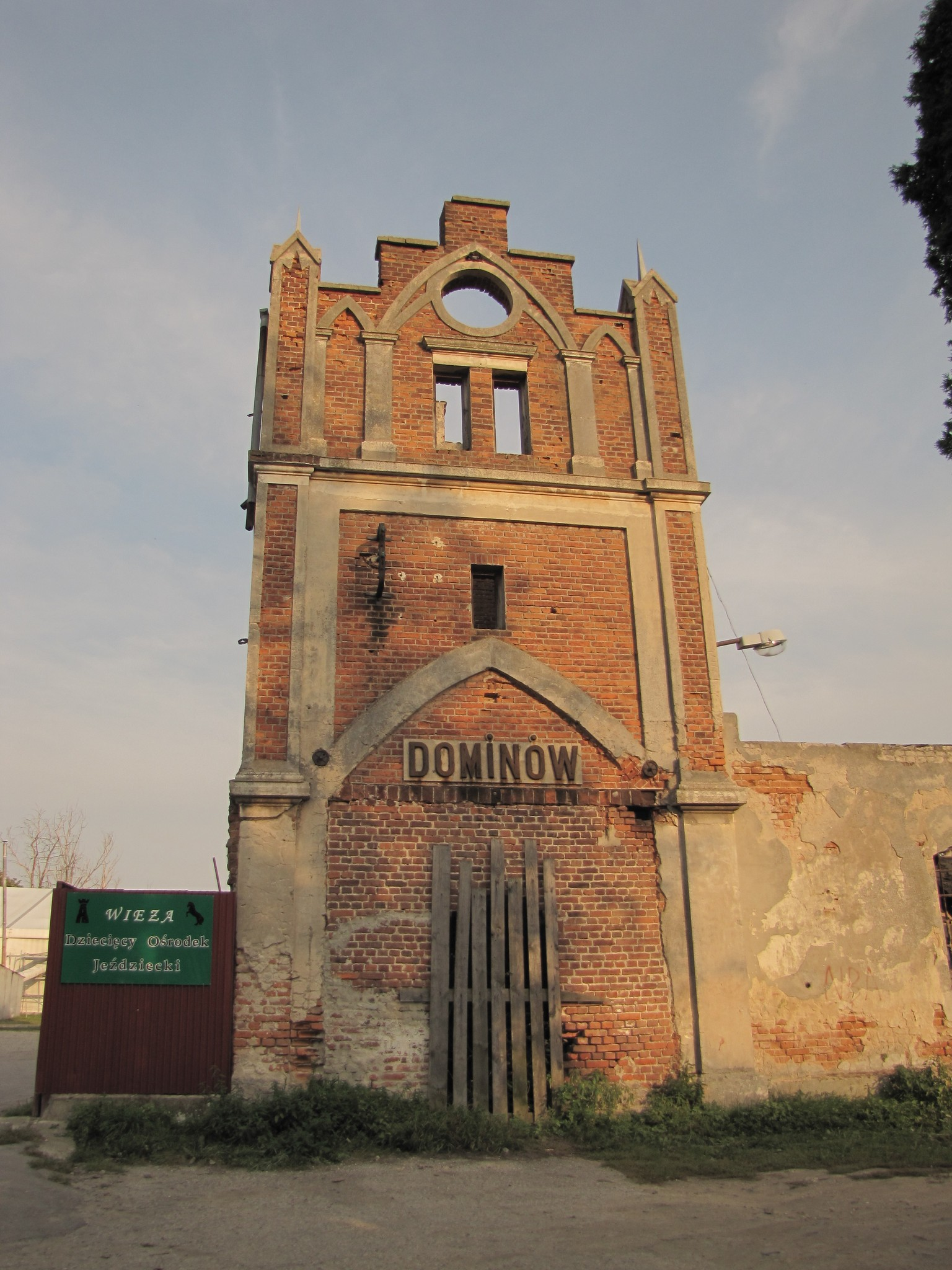
Torturm des Guts

Bis zum 31. Dezember 2014 war der Sitz der Gmina im namensgebenden Lubliner Stadtteil Głusk beheimatet.

## Baudenkmale
Auf der Gemarkung von Dominów steht ein Landgut mit Herrenhaus, Scheune und Torturm unter Denkmalschutz. Der ebenfalls geschützte Park wurde im 19. und 20. Jahrhundert angelegt.